# Biogeomorfologie
Biogeomorfologia este o ramură a geologiei care studiază interacțiunea dintre organisme și mediu în apariția sau modelarea formelor de relief.

## Cadru
Organismele (plantele și animalele) acționează complex asupra scoarței terestre, creând forme specifice de relief. 

## Forme de relief modelate biologic

### Continentale
Animalele tericole săpând prin subsol creează la suprafață forme mici de relief, numite mușuroaie de cârtițe, alte forme mai sunt construcțiile termitelor care ating înălțimea de 5-15 m.

### Marine
Cele mai spectaculoase sunt recifele de corali care reprezintă acumulări de schelete calcaroase ale coralilor ce populează mările calde, la adâncimi mici. Categorii de construcții coragene:
- Recifele litorale (se învecinează cu țărmul)
- Recifele barieră (pe platforma continentală)
- Recifele inelare (circulare sau atolii - ele se ridică deasupra apei, formând o insulă inelară care închide în interiorul său o lagună; se întâlnesc mai frecvent în mările indoneze, zonele tropicale și în oceanul Pacific).